# Falsificações de fotografias na União Soviética

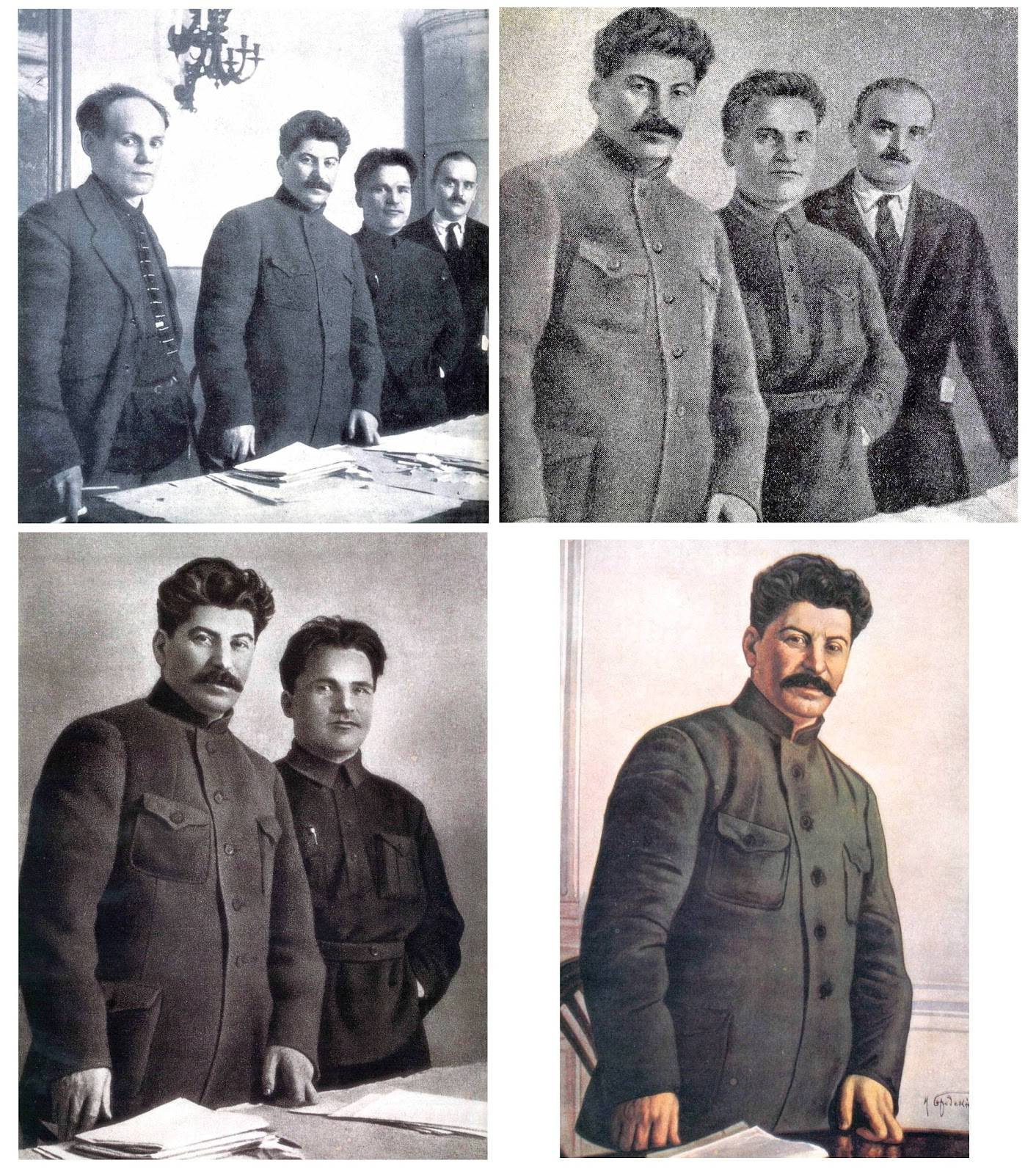
Um exemplo de como a imagem era alterada, conforme o regime stalinista iria expurgando e eliminando membros do Partido Comunista e amigos de Josef Stalin.

Depois que Josef Stalin subiu ao poder no Partido Comunista da União Soviética e tornou-se líder soviético, iniciou uma série de expurgos que eliminaram inimigos percebidos. No inicio, os expurgos significavam a expulsão do Partido Comunista, mas, após o Grande Expurgo na década de 1930, os membros seriam detidos, encarcerados, enviados para gulags ou ao exílio interno na Sibéria, ou executados. 
O governo soviético tentou apagar algumas figuras que expurgava da história soviética, e tomou medidas que incluíam falsificação e alterações de imagens, destruindo filmes, e em casos mais extremos, matando famílias inteiras.
Acusam-se as autoridades da antiga União Soviética, de praticar modificações e adulterações de fotografias com objetivo de propaganda do regime e "reescrever o passado." Segundo estas alegações, as fotografias foram cortadas com um bisturi. 
As técnicas de modificação são muito primitivas em comparação com as modernas técnicas digitais, e exigem uma alta competência e técnicos altamente qualificados. Em algumas destas fotografias, as modificações são muito toscas e fáceis de identificar. Hoje, consideram-se as seguintes explicações para o aspecto bruto das fotografias: 
- a aparência rústica é evidente somente para nós, que possuímos uma cultura iconográfica mais ampla que os receptores das fotografias alteradas, que carecem de nossa sofisticação visual;
- a primitividade foi involuntária e impossível de evitar, porque a tecnologia da época não possibilitava um trabalho melhor.

Apesar da grande importância de Leon Trotsky para a revolução de 1917, ele "caiu em desgraça" entre 1925 e 1929, o que significa que foi vencido em uma disputa interna dentro do Partido Comunista, onde saiu vencedor o stalinismo. Stalin, por isso, decide eliminá-lo da História, fazendo com que todos os registros fotográficos onde Trotsky aparecia ao lado de Lênin fossem alterados. 
A imagem a esquerda é outro dos exemplos de modificações fotográficas na União Soviética. A foto original mostra Lenin e Trotsky em frente ao Bolshoi em Moscou. Após o expurgo de Trotsky, a primeira versão seria retocada, o que eliminaria sua figura das fotografias.
|  |  |

Outro exemplo de como Stalin procurou apagar a memória de Trotsky da História. Na foto do lado direito, o criador do Exército Vermelho está ao lado de Lênin. A segunda sua figura é retirada, depois das ordens de Stalin.
|  |  |